# Iisalmi vasútállomás
Iisalmi vasútállomás Finnországban, Iisalmi településen található.

## Vasútvonalak
Az állomást az alábbi vasútvonalak érintik:
- Kouvola–Iisalmi-vasútvonal
- Iisalmi–Kontiomäki-vasútvonal
- Iisalmi–Ylivieska-vasútvonal

## Kapcsolódó állomások
A vasútállomáshoz az alábbi állomások vannak a legközelebb: